# レルネのヒュドラを退治するヘラクレス
『レルネのヒュドラを退治するヘラクレス』（レルネのヒュドラをたいじするヘラクレス、仏: Hercule terrassant l'hydre de Lerne、英: Hercules Vanquishing the Hydra of Lerma）は、17世紀イタリアのバロック期のボローニャ派の巨匠グイド・レーニが1617-1620年ごろ、キャンバス上に油彩で制作した絵画である。本来、マントヴァ近郊のヴィッラ・ファヴォリータの1室のためにマントヴァ公フェルディナンド1世・ゴンザーガによって委嘱されたギリシア神話の英雄へラクレスを表す連作のうちの1点であった。その後、イングランド王チャールズ1世、エバーハルト・ジャバッハなどの所有を経て、1662年にフランス国王ルイ14世に購入された。作品は1793年以来、パリのルーヴル美術館に所蔵されている。

## 作品
英雄へラクレスは女神ヘラの怒りを買い、発狂させられてしまう。そして自分の子を敵と思い、1人残らず殺してしまうが、正気に返った後、自身が犯した罪に愕然とし、どうすれば罪を償えるかアポローンの神託に尋ねた。すると「ティリュンス王エウリュステウスの臣下となり、王の命じる10の難行をやり遂げよ」と命じられた。
こうして、ヘラクレスの功業が開始される。彼は最初の功業「ネメアのライオン退治」をした後、レルネの沼地に生息し、周辺の土地を荒らしていた「ヒュドラの退治」を命じられた。ヒュドラは多頭の水蛇の怪物で、毒を持つとされる。また、1本の首が切られるとそこから2本の新たな首が生えてくるため、完全に打ち倒すことは不可能であった。そこでヘラクレスは、火を放ってヒュドラを棲家から追い出した後、棍棒でヒュドラの首を切断し、再生できないようにその切断面を焼いた。
マントヴァ公がレーニに依頼した連作の主題であったヘラクレスは身体的な力と道徳的誠実さの第一人者とされ、政治的権力を行使するためのモデルとして当時の君主たちに称賛された。連作をなしていたのは、『薪の上のヘラクレス』、『デイアネイラを巡るヘラクレスとアケロスの闘い』、『ネッソスに掠奪されるデイアネイラ』 (すべてルーヴル美術館蔵)、そして真にヘラクレスの功業を表した唯一の作品である本作『レルネのヒュドラを退治するヘラクレス』であった。
それぞれの作品において、背景は人物像をモニュメンタルに表現するためにおろそかにされており、人体像が鑑賞者のすべての注意を引く焦点となっている。それらの人体像はレーニがローマ滞在時に学んだであろうヘレニズム時代の彫刻の作例に由来し、力強い肉体と人工的な仕草によって画面を支配している。

## レーニの連作 (ルーヴル美術館蔵)

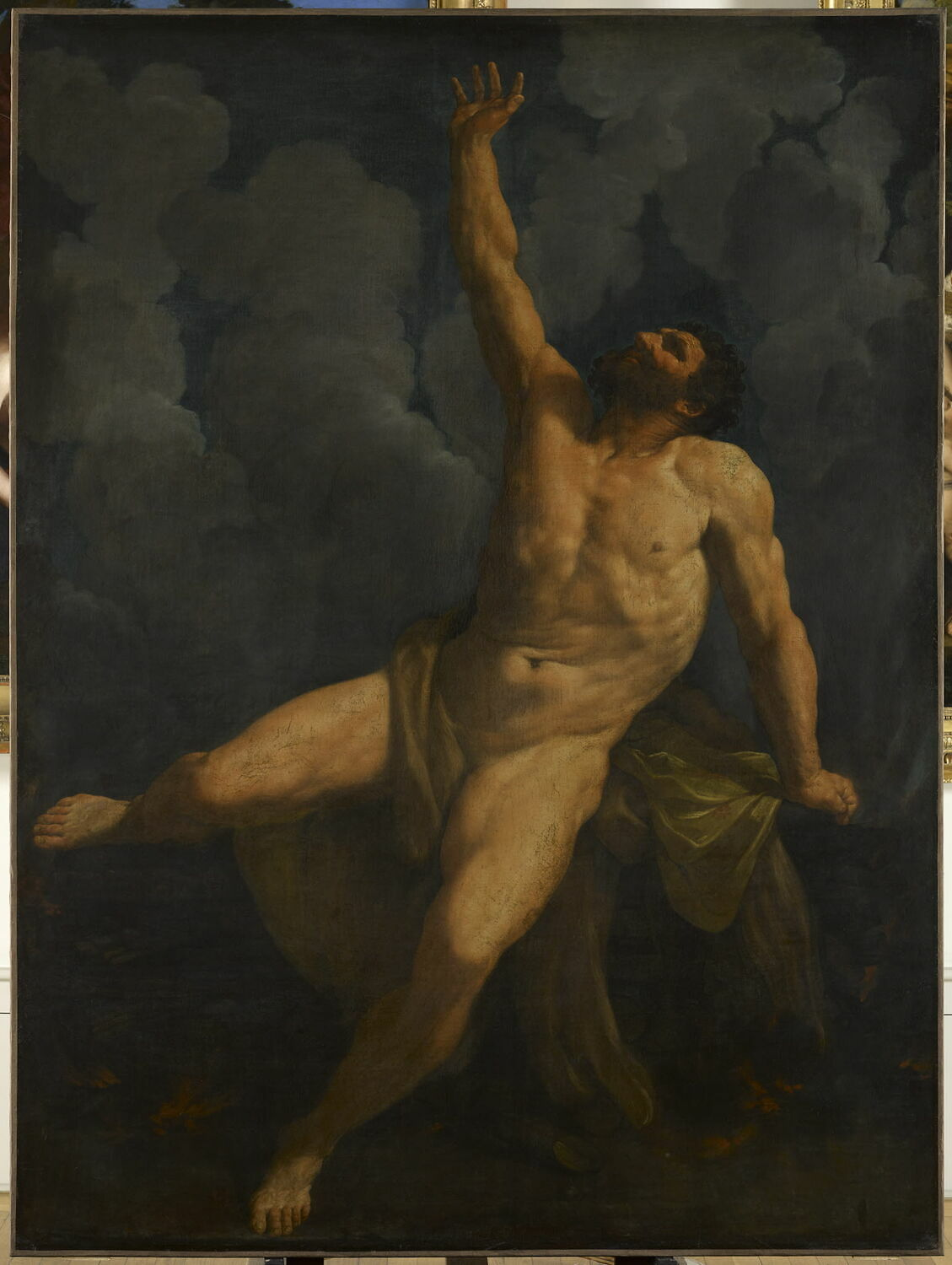
『薪の上のヘラクレス』 (1617-1619年)
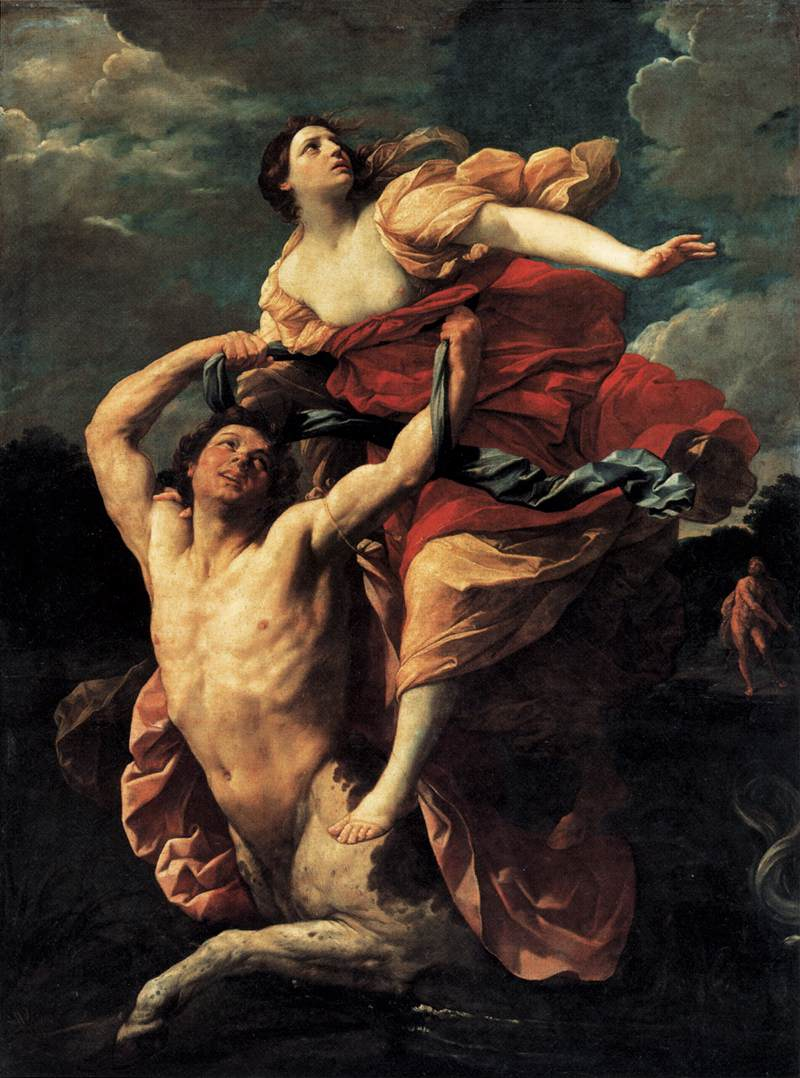
『ネッソスに掠奪されるデイアネイラ』 (1617-1619年)
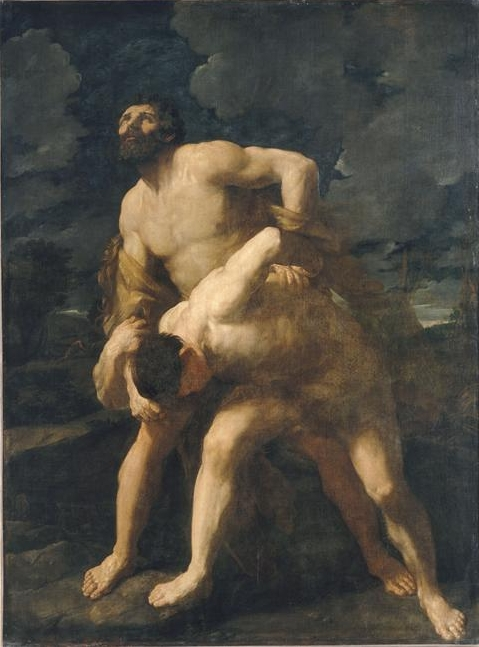
『デイアネイラを巡るヘラクレスとアケロスの闘い』(1620-1621年)